# Harkivșciîna (Șpîlivka), Sumî
Harkivșciîna (în ucraineană Харківщина) este un sat în comuna Șpîlivka din raionul Sumî, regiunea Sumî, Ucraina.

## Demografie
Componența lingvistică a localității Harkivșciîna
     Ucraineană (98,46%)
     Rusă (1,54%)
Conform recensământului din 2001, majoritatea populației localității Harkivșciîna era vorbitoare de ucraineană (98,46%), existând în minoritate și vorbitori de rusă (1,54%).